# Kevin Trapp
Kevin Trapp (Merzig, 8 juli 1990) is een Duits voetballer die uitkomt als doelman. Trapp debuteerde in 2017 in het Duits voetbalelftal. Hij maakte in augustus 2025 de overstap van Eintracht Frankfurt naar Paris FC.

## Clubcarrière

### FC Kaiserslautern
Trapp stroomde in 2007 door vanuit de jeugd van FC Kaiserslautern. Na een jaar in het tweede, debuteerde hij op 9 augustus 2008 in het eerste team in de eerste ronde van het toernooi om de DFB-Pokal, tegen Carl Zeiss Jena. In zijn derde seizoen bij de club werd Trapp eerste keeper, maar degradeerde hij net uit de Bundesliga. Hij speelde in totaal 36 wedstrijden voor de club.

### Eintracht Frankfurt
Trapp verruilde in 2012 het gedegradeerde Kaiserslautern voor het toen net naar de Bundesliga gepromoveerde Eintracht Frankfurt, waar hij een vierjarig contract tekende. Hij werd in zijn eerste jaar met zijn nieuwe club zesde, in het seizoen 2012/13. In de volgende seizoenen volgden een dertiende en een negende plaats. Trapp maakte in het seizoen 2013/14 met Eintracht Frankfurt ook zijn debuut in de Europa League.

### Paris Saint-Germain
Trapp tekende in juli 2015 een contract tot medio 2020 bij Paris Saint-Germain, op dat moment de regerend kampioen van Frankrijk. Dat betaalde 9 miljoen euro voor hem aan Eintracht Frankfurt. Trapp was in zijn eerste jaar in Parijs eerste doelman in zowel de wedstrijden in de competitie als die in de Champions League. Hij werd zo voor het eerst in zijn carrière landskampioen. Gedurende het seizoen 2016/17 verkoos coach Unai Emery in eerste instantie Alphonse Aréola, die Trapp in 2017/18 permanent uit de basis verdrong.
Nadat Paris Saint-German ook Gianluigi Buffon naar Frankrijk haalde, verhuurde de club Trapp in 2018/19 aan Eintracht Frankfurt. Dat was op zoek naar een opvolger voor de vertrokken Lukas Hradecky. De nieuwe coach Adi Hütter maakte Trapp zodoende meteen weer eerste doelman. Eintracht en hij werden dat jaar zevende in de Bundesliga en haalden de halve finale van de Europa League. Hierin verloren ze na een beslissende strafschoppenreeks van de latere toernooiwinnaar Chelsea. Trapp stopte een penalty van Cesar Azpilicueta, maar zijn opponent Kepa Arrizabalaga hield er twee tegen.

### Terug bij Eintracht
Trapp keerde in augustus 2019 definitief terug bij Eintracht Frankfurt, nadat hij er eerst een seizoen op huurbasis had gespeeld. Hier bleef hij ook in de jaren die volgden eerste doelman. Hij miste alleen drie maanden van de eerste seizoenshelft van 2019/20 vanwege een schouderblessure. Trapp speelde op 2 mei 2022 zijn 200ste wedstrijd in de Bundesliga voor Eintracht Frankfurt, tegen Bayer Leverkusen. Hij won vijftien dagen later de finale van de Europa League 2021/22 met zijn teamgenoten. Nadat de finale tegen Rangers in 1–1 eindigde, moest een beslissende strafschoppenreeks uitsluitsel geven. Doordat zijn ploeggenoten vijf keer raak schoten, was zijn redding op de inzet van Aaron Ramsey bepalend voor de zege. Trapp bereikte in 2022/23 de finale van de DFB-Pokal met Eintracht Frankfurt. Zijn team en hij verloren deze van RB Leipzig.

## Clubstatistieken
| Seizoen        | Club                  | Competitie     | Competitie | Competitie | Beker | Beker | Internationaal | Internationaal | Totaal | Totaal |
| Seizoen        | Club                  | Competitie     | Wed.       | Dlp.       | Wed.  | Dlp.  | Wed.           | Dlp.           | Wed.   | Dlp.   |
| -------------- | --------------------- | -------------- | ---------- | ---------- | ----- | ----- | -------------- | -------------- | ------ | ------ |
| 2009/10        | 1. FC Kaiserslautern  | 2. Bundesliga  | 0          | 0          | 1     | 0     | —              | —              | 1      | 0      |
| 2010/11        | 1. FC Kaiserslautern  | Bundesliga     | 9          | 0          | 0     | 0     | —              | —              | 9      | 0      |
| 2011/12        | 1. FC Kaiserslautern  | Bundesliga     | 23         | 0          | 3     | 0     | —              | —              | 26     | 0      |
| Club totaal    | Club totaal           | Club totaal    | 32         | 0          | 4     | 0     | 0              | 0              | 36     | 0      |
| 2012/13        | Eintracht Frankfurt   | Bundesliga     | 26         | 0          | 1     | 0     | —              | —              | 27     | 0      |
| 2013/14        | Eintracht Frankfurt   | Bundesliga     | 34         | 0          | 3     | 0     | 9              | 0              | 46     | 0      |
| 2014/15        | Eintracht Frankfurt   | Bundesliga     | 22         | 0          | 1     | 0     | —              | —              | 23     | 0      |
| Club totaal    | Club totaal           | Club totaal    | 82         | 0          | 5     | 0     | 9              | 0              | 96     | 0      |
| 2015/16        | Paris Saint-Germain   | Ligue 1        | 35         | 0          | 0     | 0     | 10             | 0              | 45     | 0      |
| 2016/17        | Paris Saint-Germain   | Ligue 1        | 24         | 0          | 4     | 0     | 2              | 0              | 30     | 0      |
| 2017/18        | Paris Saint-Germain   | Ligue 1        | 4          | 0          | 10    | 0     | 0              | 0              | 14     | 0      |
| Club totaal    | Club totaal           | Club totaal    | 63         | 0          | 14    | 0     | 12             | 0              | 89     | 0      |
| 2018/19        | → Eintracht Frankfurt | Bundesliga     | 33         | 0          | 0     | 0     | 12             | 0              | 45     | 0      |
| 2019/20        | Eintracht Frankfurt   | Bundesliga     | 22         | 0          | 4     | 0     | 8              | 0              | 34     | 0      |
| 2020/21        | Eintracht Frankfurt   | Bundesliga     | 33         | 0          | 2     | 0     | —              | —              | 35     | 0      |
| 2021/22        | Eintracht Frankfurt   | Bundesliga     | 32         | 0          | 1     | 0     | 13             | 0              | 46     | 0      |
| 2022/23        | Eintracht Frankfurt   | Bundesliga     | 33         | 0          | 6     | 0     | 8              | 0              | 47     | 0      |
| 2023/24        | Eintracht Frankfurt   | Bundesliga     | 32         | 0          | 2     | 0     | 9              | 0              | 43     | 0      |
| 2024/25        | Eintracht Frankfurt   | Bundesliga     | 11         | 0          | 3     | 0     | 4              | 0              | 18     | 0      |
| Club totaal*   | Club totaal*          | Club totaal*   | 278        | 0          | 23    | 0     | 63             | 0              | 364    | 0      |
| Carrièretotaal | Carrièretotaal        | Carrièretotaal | 373        | 0          | 41    | 0     | 75             | 0              | 489    | 0      |

*Beide periodes bij elkaar opgeteld. Bijgewerkt t/m 9 januari 2025.

## Interlandcarrière
Trapp speelde in diverse Duitse jeugdelftallen. Voor Duitsland –21 speelde hij in dertien wedstrijden. Hij had hier concurrentie voor zijn positie van Oliver Baumann. In juni 2017 nam Trapp met het Duits voetbalelftal deel aan de FIFA Confederations Cup 2017, die werd gewonnen door in de finale Chili te verslaan (1–0). Trapp maakte eveneens deel uit van de Duitse selectie, die onder leiding van bondscoach Joachim Löw deelnam aan de WK-eindronde 2018 in Rusland. Daar werd Die Mannschaft voortijdig uitgeschakeld. De ploeg strandde in de groepsfase, voor het eerst sinds het wereldkampioenschap 1938, na nederlagen tegen Mexico (0–1) en Zuid-Korea (0–2). In groep F werd alleen van Zweden (2–1) gewonnen, al kwam die zege pas tot stand in de blessuretijd. Trapp was een van de drie spelers, naast collega-keeper Marc-André ter Stegen en Matthias Ginter, die geen minuut in actie kwam tijdens het toernooi.
| Interlands van Kevin Trapp voor Duitsland | Interlands van Kevin Trapp voor Duitsland | Interlands van Kevin Trapp voor Duitsland | Interlands van Kevin Trapp voor Duitsland | Interlands van Kevin Trapp voor Duitsland | Interlands van Kevin Trapp voor Duitsland | Interlands van Kevin Trapp voor Duitsland |
| №                                         | Datum                                     | Wedstrijd                                 | Uitslag                                   | Soort wedstrijd                           | Doelpunten                                |                                           |
| Als speler bij Paris Saint-Germain        | Als speler bij Paris Saint-Germain        | Als speler bij Paris Saint-Germain        | Als speler bij Paris Saint-Germain        | Als speler bij Paris Saint-Germain        | Als speler bij Paris Saint-Germain        | Als speler bij Paris Saint-Germain        |
| ----------------------------------------- | ----------------------------------------- | ----------------------------------------- | ----------------------------------------- | ----------------------------------------- | ----------------------------------------- | ----------------------------------------- |
| 1.                                        | 6 juni 2016                               | Denemarken – Duitsland                    | 1 – 1                                     | Vriendschappelijk                         |                                           |                                           |
| 2.                                        | 14 november 2017                          | Duitsland – Frankrijk                     | 2 – 2                                     | Vriendschappelijk                         |                                           |                                           |
| 3.                                        | 27 maart 2018                             | Duitsland – Brazilië                      | 0 – 1                                     | Vriendschappelijk                         |                                           |                                           |
| 4.                                        | 3 september 2020                          | Duitsland – Spanje                        | 1 – 1                                     | Nations League Divisie A                  |                                           |                                           |

Bijgewerkt op 16 oktober 2020.

## Erelijst
| Competitie            |                     |                     |                     |                     |
| Competitie            | Aantal              | Jaren               |                     |                     |
| Paris Saint-Germain   | Paris Saint-Germain | Paris Saint-Germain | Paris Saint-Germain | Paris Saint-Germain |
| --------------------- | ------------------- | ------------------- | ------------------- | ------------------- |
| Ligue 1               | 2x                  | 2015/16, 2017/18    |                     |                     |
| Coupe de France       | 2x                  | 2016/17, 2017/18    |                     |                     |
| Coupe de la Ligue     | 2x                  | 2016/17, 2017/18    |                     |                     |
| Trophée des Champions | 2x                  | 2015, 2016          |                     |                     |
| Eintracht Frankfurt   |                     |                     |                     |                     |
| UEFA Europa League    | 1x                  | 2021/22             |                     |                     |

1 Riou ·
2 Ollila ·
4 Marchetti ·
5 Mbow ·
7 Gory ·
8 Doucet ·
9 Pembélé ·
10 Kebbal ·
11 Krasso ·
12 Dicko ·
13 Cafaro ·
15 Kolodziejczak ·
16 Nkambadio ·
17 Camara ·
18 Sissoko ·
19 Kanté ·
20 J. Lopez ·
21 M. Lopez ·
22 Alakouch ·
26 Gueye ·
28 De Smet ·
29 Hamel ·
30 Himeur ·
31 Chergui ·
39 Tourraine ·
Coach: Gilli
1 Trapp ·
2 Mustafi ·
3 Hector ·
4 Ginter ·
5 Plattenhardt ·
6 Henrichs ·
7 Draxler  ·
8 Goretzka ·
9 Wagner ·
10 Demirbay ·
11 Werner ·
12 Leno ·
13 Stindl ·
14 Emre Can ·
15 Younes ·
16 Rüdiger ·
17 Süle ·
18 Kimmich ·
20 Brandt ·
21 Rudy ·
22 Ter Stegen ·
Coach: Löw
1 Neuer  ·
2 Plattenhardt ·
3 Hector ·
4 Ginter ·
5 Hummels ·
6 Khedira ·
7 Draxler ·
8 Kroos ·
9 Werner ·
10 Özil ·
11 Reus ·
12 Trapp ·
13 Müller ·
14 Goretzka ·
15 Süle ·
16 Rüdiger ·
17 Boateng ·
18 Kimmich ·
19 Rudy ·
20 Brandt ·
21 Gündoğan ·
22 Ter Stegen ·
23 Gómez ·
Coach: Löw
1 Neuer  ·
2 Rüdiger ·
3 Halstenberg ·
4 Ginter ·
5 Hummels ·
6 Kimmich ·
7 Havertz ·
8 Kroos ·
9 Volland ·
10 Gnabry ·
11 Werner ·
12 Leno ·
13 Hofmann ·
14 Musiala ·
15 Süle ·
16 Klostermann ·
17 Neuhaus ·
18 Goretzka ·
19 Sané ·
20 Gosens ·
21 Gündoğan ·
22 Trapp ·
23 Can ·
24 Koch ·
25 Müller ·
26 Günter ·
Coach: Löw
1 Neuer  ·
2 Rüdiger ·
3 Raum ·
4 Ginter ·
5 Kehrer ·
6 Kimmich ·
7 Havertz ·
8 Goretzka ·
9 Füllkrug ·
10 Gnabry ·
11 Götze ·
12 Trapp ·
13 Müller ·
14 Musiala ·
15 Süle ·
16 Klostermann ·
17 Brandt ·
18 Hofmann ·
19 Sané ·
20 Günter ·
21 Gündoğan ·
22 Ter Stegen ·
23 Schlotterbeck ·
24 Adeyemi ·
25 Bella-Kotchap ·
26 Moukoko ·
Coach: Flick